# Levadiakos F.C.
Levadiakos Football Club (græsk: Α.Π.Ο. Λεβαδειακός ΠΑΕ) er en græsk fodboldklub beliggende i Livadeia. Klubben spiller til dagligt i den græske liga Football League.